# Steinbruch Blome

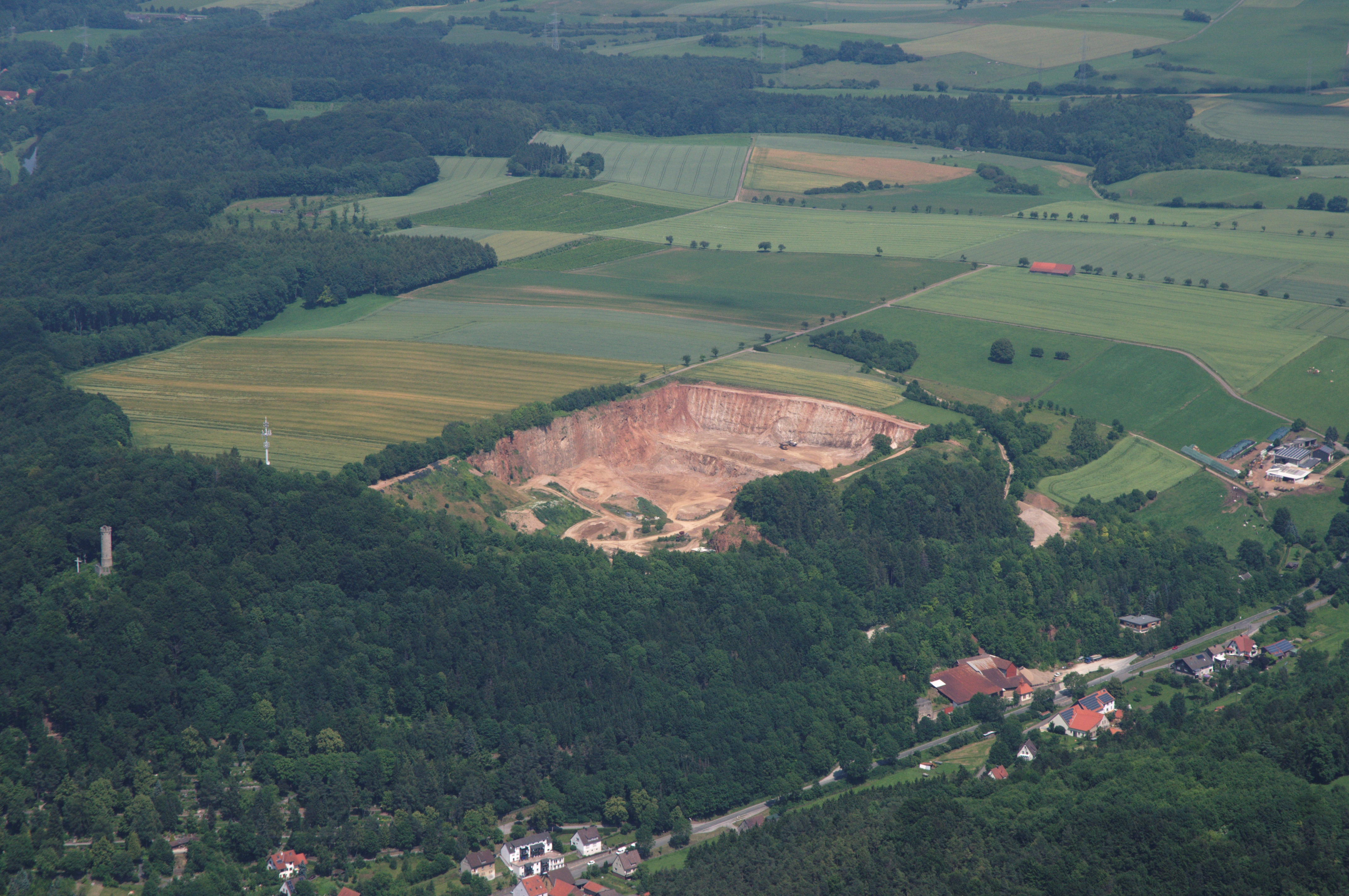
Steinbruch Blome von Südwesten 2013

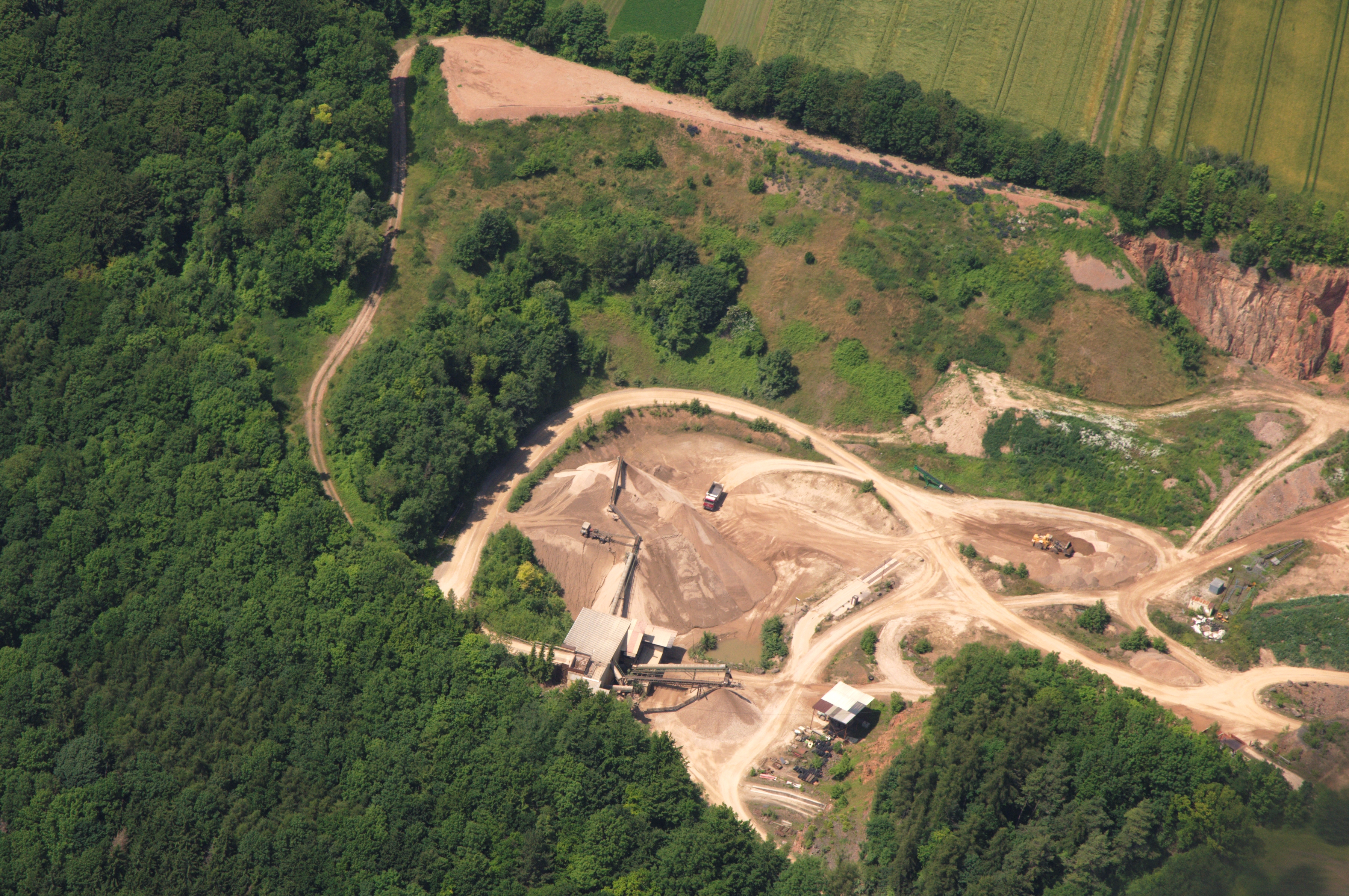
Westbereich des Steinbruch Blome 2013

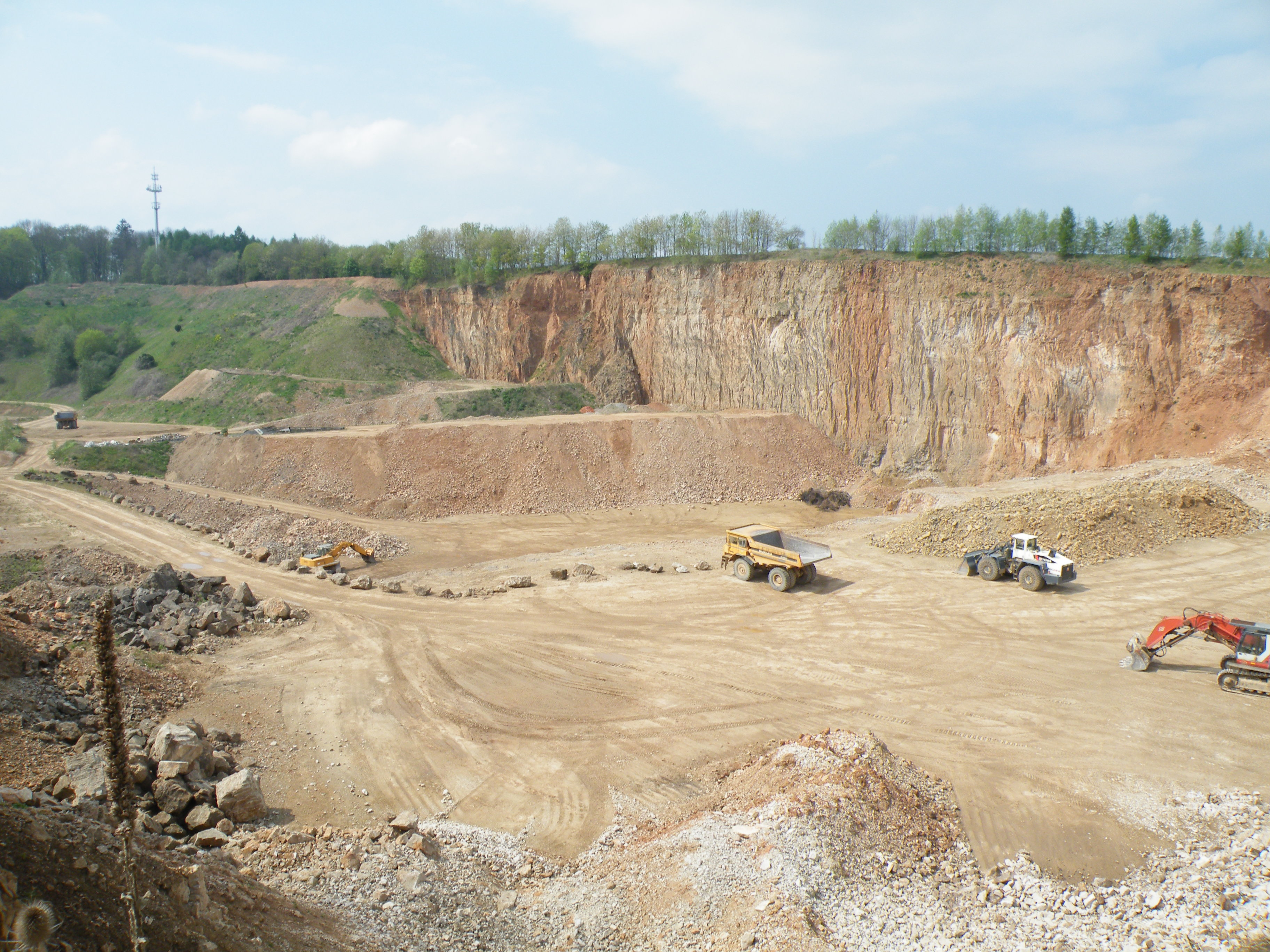
Mittlere Bereich 2012

Der Steinbruch Blome ist ein aktiver Kalk-Steinbruch südöstlich von Marsberg. Westlich und nördlich grenzt der Steinbruch an das Landschaftsschutzgebiet Rotes Land. Das Naturschutzgebiet Ohmberg / Bilstein liegt im Westen nur etwa 50 Meter entfernt. Im Osten grenzt das Landschaftsschutzgebiet Düwel / Wortknäppe an. Der Steinbruch Blome wurde bereits zweimal ins Landschaftsschutzgebiet Düwel / Wortknäppe erweitert, wobei diese Flächen aus dem Landschaftsschutz fielen. Der Bruch wurde von der Westfälische Muschelkalk-Steinbruch Johann Blome GmbH & Co. KG seit 1958 betrieben. Am 1. Januar 2018 ging der Besitz des Steinbruchs von der Familie Blome auf die Firma Bernhard Mühlenbein GmbH & Co. KG über. Der Hauptsitz der Firma Mühlenbein liegt im Steinbruch Mühlenbein bei Rösenbeck. 2019 war der Steinbuch etwa zehn Hektar groß. Im Westbereich liegen Bereiche, die bereits mit Abraum und Bodendeponiematerial verkippt wurden. Diese sind zum Teil bereits mit Gehölzen bewachsen.

## Mineralien im Steinbruch
Im Steinbruch werden bituminöse Zechsteinkalke abgebaut. In der unteren Hälfte der Abbautiefe gibt es Einlagerungen von kupfererzführendem Mergelschiefer. Die Website vom Mineralienatlas – Fossilienatlas listet für den Steinbruch die Mineralien Azurit, Baryt, Calcit, Chalkopyrit, Chalkosin, Cuprit, Dolomit, Fluorit, Galenit, Gips, Hämatit, Kupfer, Malachit,	Markasit, Pyrit, Ramsdellit, Sphalerit und Tenorit auf.

## Steinbrucherweiterung
Die 2022 bekannt gewordene Erweiterung des Kalksteinbruchs nach Osten traf bei Anwohnern auf Ablehnung. Schon im damaligen Betrieb gab es Probleme mit Auswirkungen der Sprengungen sowie mit Staub und Lärm.